# Tiefenbach (Ammer)
Der Tiefenbach (im Oberlauf Ettinger Bach) ist ein 8,8 km langer rechter Zufluss der Ammer, welcher zu großen Teilen durch das unterirdisch ablaufende Wasser aus dem Riegsee gespeist wird.

## Verlauf
Der Tiefenbach entspringt als Ettinger Bach südöstlich vom Pollinger Gemeindeteil Etting. In nordwestliche Richtung fließend, unterquert er nach knapp 300 Metern die B 2 und tritt dann in ein Moorgebiet südlich von Etting ein, wo der Bach einen Teil des vom Riegsee kommenden, unterirdisch ablaufenden Wassers aufnimmt, welches hier aus dem Murnauer Schotter wieder zutage tritt. Danach fließt er weiter Richtung Nordwesten durch das Ortsgebiet von Etting und schließlich in ein weiteres Moorgebiet. Am Pollinger Gemeindeteil Hammerschmiede knickt der Bachlauf nach Westen ab und durchfließt im weiteren Verlauf eine ehemalige Rennschmiede, Hammerschmiede und zwei Mühlen. Ab diesem Punkt wird er Tiefenbach genannt. Am Gemeindeteil Untermühle nimmt er den von links kommenden Rettenbach auf und knickt nach Norden ab. Nach knapp einen Kilometer tritt er in das Ortsgebiet von Polling ein und fließt dort durch das Pollinger Kloster hindurch, wo er ebenfalls eine ehemalige Mühle passiert. Nördlich von Polling unterquert der Tiefenbach noch die Staatsstraße 2057 und die Bahnstrecke München–Garmisch-Partenkirchen, ehe er der Ammer südwestlich von Weilheim von rechts zufließt.

## Galerie

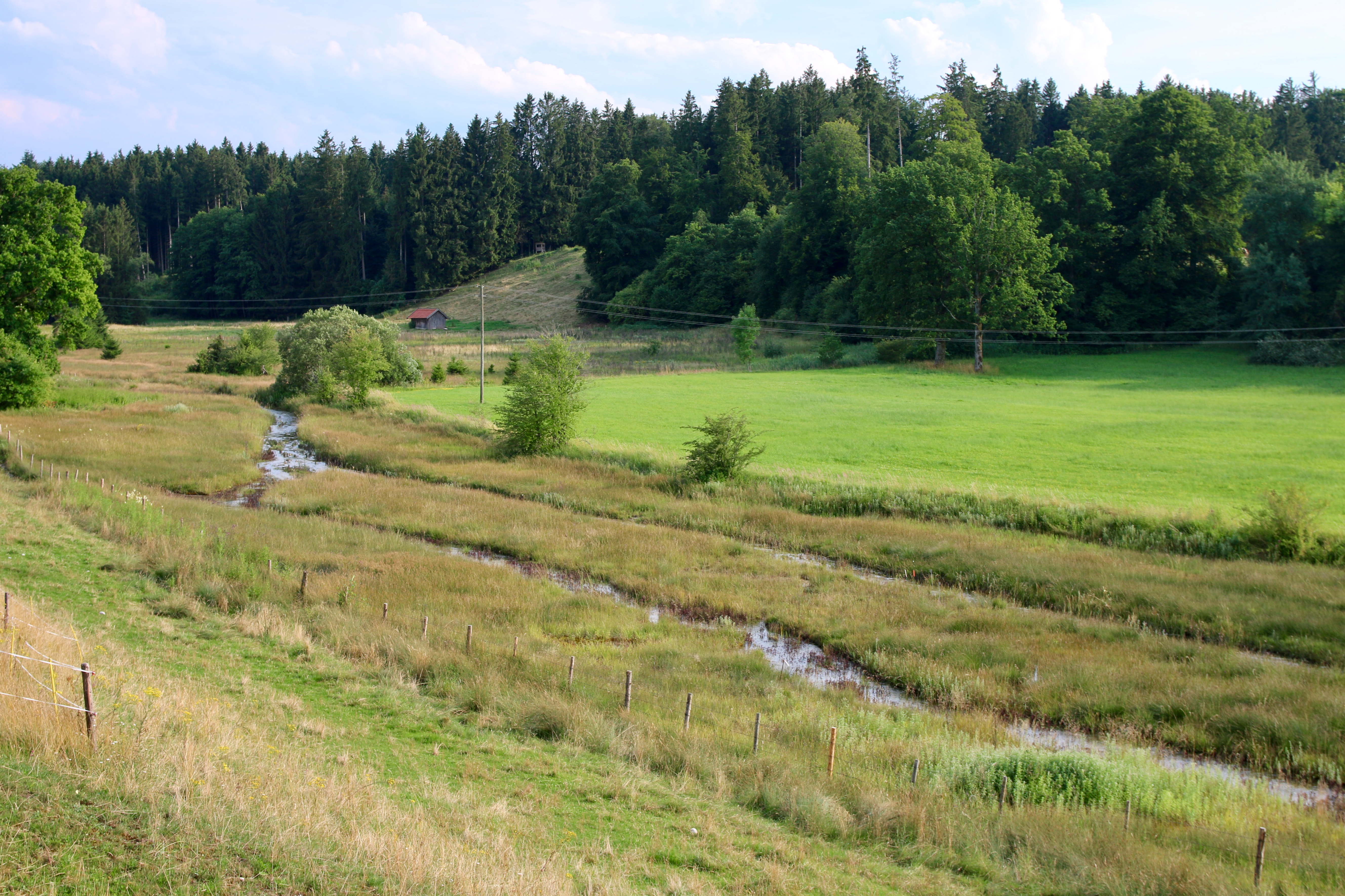
Quellgebiet südlich von Etting
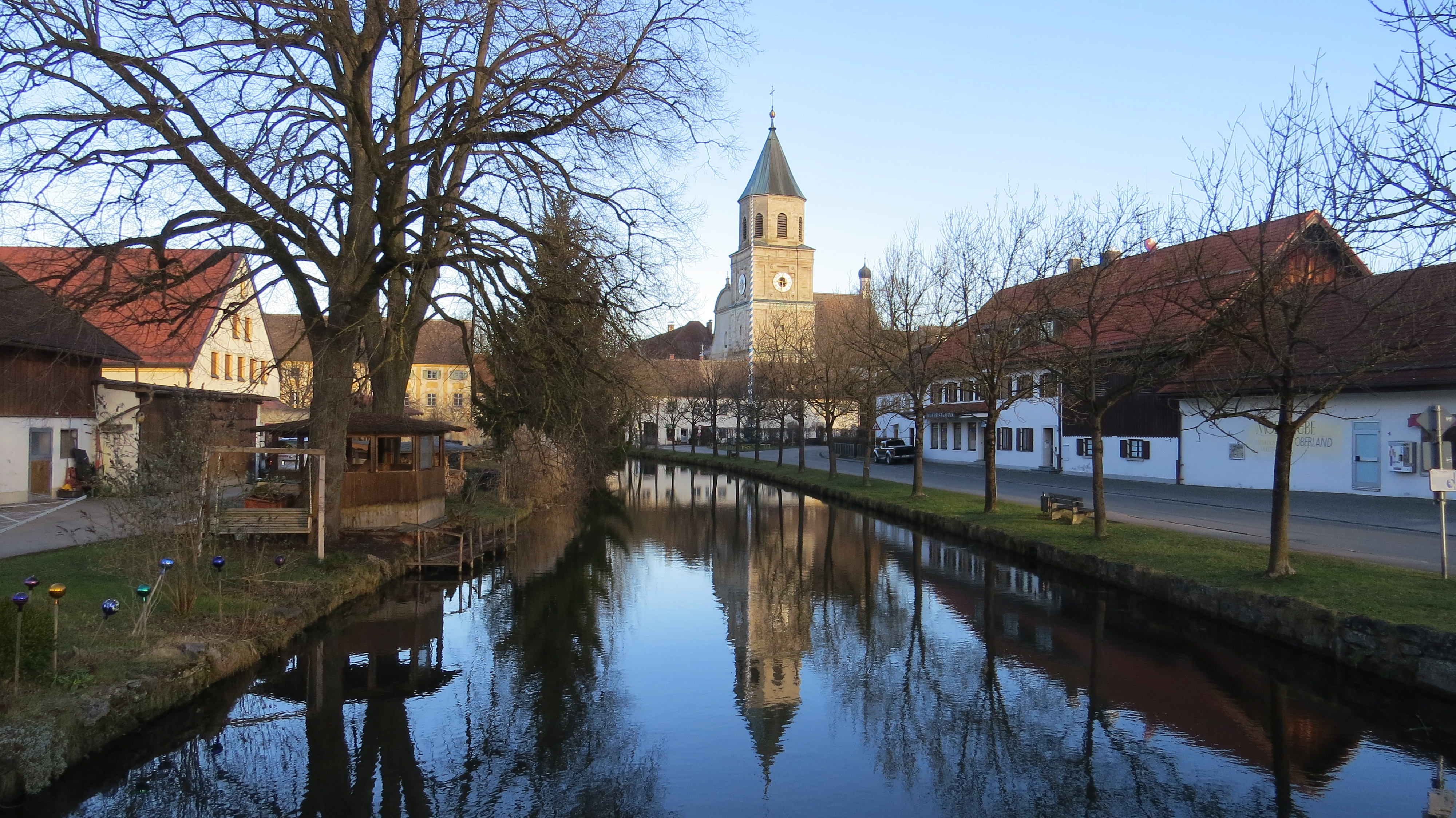
Der Tiefenbach in Polling mit Pollinger Kloster im Hintergrund
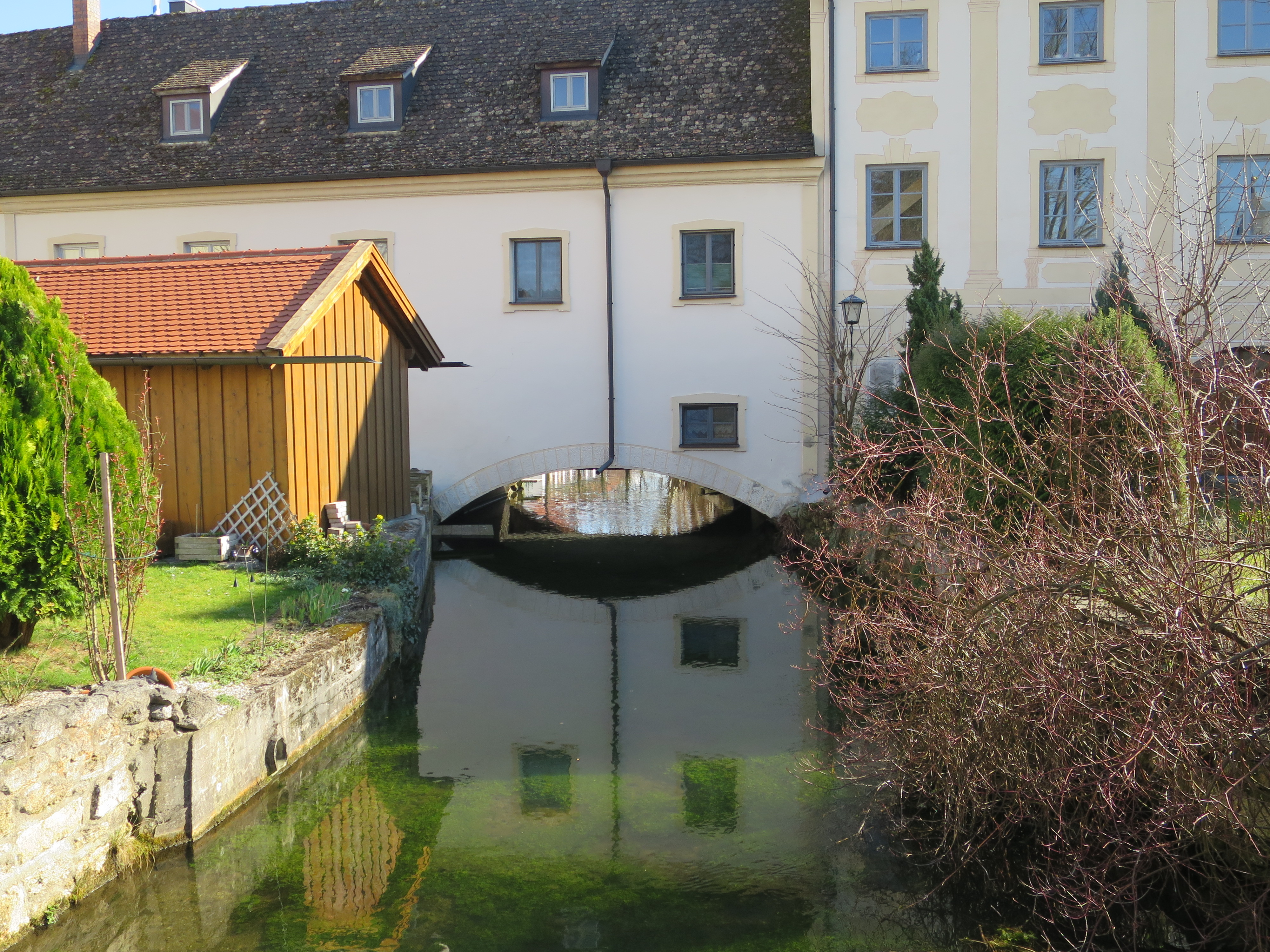
Eintritt des Tiefenbachs in das Gebiet des Pollinger Klosters